# Fluorouracil
Fluorouracil (5-FU, 5-fluorouracil), também conhecido pelo nome comercial Utoral, é um medicamento de quimioterapia citotóxico usado para tratar o câncer. Por injeção intravenosa, é utilizado no tratamento do câncer colorretal, câncer de esôfago, câncer de estômago, câncer de pâncreas, câncer de mama e câncer cervical. Como creme, é usado para ceratose actínica, carcinoma basocelular e verrugas na pele.